# Nebka
Nebka ist der Geburtsname eines altägyptischen Königs (Pharaos), der laut den ramessidischen Königslisten in der 3. Dynastie regiert haben soll. Da der Name „Nebka“ von jeher nur als Kartuschenname überliefert ist, versucht die Ägyptologie bis heute, den Namen mit einem der zeitgenössisch bezeugten Horusnamen gleichzusetzen, was zu teils widersprüchlichen Ansichten geführt hat.

## Namensbelege
Der früheste Namensbeleg für „Nebka“ ist die Mastaba des hohen Beamten Achtiaa, dessen Amtszeit in die Übergangszeit von 3. zu 4. Dynastie datiert wird. Der zeitlich nächste Namensbeleg findet sich in dem berühmten Papyrus Westcar (13. Dynastie), in welchem ein König „Nebka“ Zeuge eines Wunders wird. Die nächsten Namensnachweise erscheinen geschlossen in der 19. Dynastie. Die Königsliste von Abydos und der Königspapyrus Turin erwähnen einen „Nebka“ als Begründer der 3. Dynastie, indem sie seinen Namen chronologisch vor König Djoser setzen. Die Königsliste von Sakkara aus der Mastaba des hohen Beamten Tjuneroy präsentiert eine abgewandelte Form von „Nebka“, nämlich „Nebkare“. Allerdings nennt die Sakkara-Liste den Namen an dritter und damit vorletzter Stelle in der 3. Dynastie, zwischen Djoserteti und Huni.

## Identität
Aufgrund der widersprüchlichen Namensüberlieferungen hat die moderne Forschung Schwierigkeiten, den Namen „Nebka“ chronologisch einzuordnen und mit zeitgenössisch belegten Horusnamen zu identifizieren. So sind Toby Wilkinson, Stephan Seidlmayer, Kenneth Anderson Kitchen und Rainer Stadelmann überzeugt, dass Nebka mit König Sanacht identisch ist. Hintergrund der Annahme ist ein Tonsiegelfragment, auf dem der unterste Teil einer Kartusche erscheinen soll. In dieser Kartusche meinen Wilkinson, Seidlmayer und Stadelmann die Reste eines Ka-Symbols zu erkennen, weshalb sie den Namen zu „Nebka“ rekonstruieren. Dietrich Wildung favorisiert zwar ebenfalls eine Gleichsetzung von Nebka mit Sanacht, zweifelt jedoch die Aussagekraft des Tonsiegels an, da dieses zu stark beschädigt ist und die erhaltene Inschrift seiner Darlegung nach eine Lesung einer Kartusche mit dem Namen „Nebka“ nicht hergibt. 
John D. Degreef, Nabil Swelim und Wolfgang Helck sprechen sich gegen eine Gleichsetzung von Nebka mit Sanacht aus. Sie verweisen ebenfalls auf das fragliche Tonsiegelfragment, sowie auf den Umstand, dass der Name „Nebka“ auf keinem Monument und in keinem Dokument aus der Zeit vor Djoser erscheint. Nabil Swelim identifiziert Nebka mit dem Horusnamen Chaba, da dessen Geburtsname bis heute unbekannt ist. Wolfgang Helck schlägt vor, Sanacht mit dem Nisut-Biti Namen Weneg gleichzusetzen. Weneg regierte allerdings während der 2. Dynastie, weshalb Helcks Vorschlag bislang auf Skepsis stößt.

## Zeitliche Einordnung
Wilkinson und Stadelmann verweisen auf die Königsliste von Abydos (Sethos I.) und den Turiner Königspapyrus. In beiden Auflistungen wird Nebka als Vorgänger von Djoser präsentiert. Daher sind sie überzeugt, dass Nebka (alias Sanacht) der Begründer der 3. Dynastie war.
Degreef, Helck, Kitchen, Wilkinson und Jochem Kahl hingegen bezweifeln diese Einordnung und führen Ausgrabungen im Grab von König Chasechemui bei Abydos als Argument an. Tonsiegelabdrücke des Herrschers erwähnen dessen Gemahlin Nimaathapi, die ihrerseits als Mutter von nur einem König ausgewiesen wird. Zudem wurden im Grab Siegel mit dem Namen eines „Horus-Netjerichet“ gefunden. Dieser Horusname wird heute einstimmig mit König Djoser gleichgesetzt. Tonsiegel des Sanacht fanden sich bislang nicht. Aus dieser Fundsituation schlussfolgern Degreef, Wilkinson, Helck und Kitchen, dass Nimaathapi die Mutter von Djoser war und Letzterer der direkte Nachfolger von Chasechemui gewesen sein muss. Ergänzend verweist Kitchen (der seinerseits Nebka sehr wohl mit Sanacht gleichsetzt) auf die Mastaba des Achtiaa, deren Datierung darauf hindeutet, dass Nebka nicht vor Djoser regiert haben kann. Er findet es zudem auffällig, dass der Turiner Königspapyrus für die Namen „Nebka“ und „Djoser“ identische Regierungsdauern von je 19 Jahren angibt. 
Erschwerend zur Fundlage kommt die Frage um die Einführung der Königskartusche hinzu. Helck, Kahl und Kitchen weisen darauf hin, dass die Aufnahme der Königskartusche als fester Namensbestandteil in die königliche Titulaturreihe erst mit König Huni, dem vielleicht letzten Herrscher der 3. Dynastie, sicher nachweisbar ist, sodass auch der Gebrauch von Kartuschen mit dem Namen „Nebka“ zeitlich sehr nahe an die Regierungszeit des Huni rückt, was wiederum den Angaben des Papyrus Westcar und der Königsliste von Sakkara entspricht. Daher schlussfolgern Kitchen, Kahl, Helck und Wilkinson, dass Nebka zwischen Djoser und Huni regiert haben muss.